# Ischnus tenuitibialis
Ischnus tenuitibialis là một loài tò vò trong họ Ichneumonidae.